# Sommer-Universiade 2017
| Medaillenspiegel (nach 275 von 275 Entscheidungen) | Medaillenspiegel (nach 275 von 275 Entscheidungen) | Medaillenspiegel (nach 275 von 275 Entscheidungen) | Medaillenspiegel (nach 275 von 275 Entscheidungen) | Medaillenspiegel (nach 275 von 275 Entscheidungen) | Medaillenspiegel (nach 275 von 275 Entscheidungen) |
| Platz                                              | Land                                               | G                                                  | S                                                  | B                                                  | Gesamt                                             |
| -------------------------------------------------- | -------------------------------------------------- | -------------------------------------------------- | -------------------------------------------------- | -------------------------------------------------- | -------------------------------------------------- |
| 01                                                 | Japan                                              | 37                                                 | 27                                                 | 37                                                 | 101                                                |
| 02                                                 | Südkorea                                           | 30                                                 | 22                                                 | 30                                                 | 82                                                 |
| 03                                                 | Taiwan                                             | 26                                                 | 34                                                 | 30                                                 | 90                                                 |
| 04                                                 | Russland                                           | 25                                                 | 31                                                 | 38                                                 | 94                                                 |
| 05                                                 | Vereinigte Staaten                                 | 16                                                 | 19                                                 | 16                                                 | 51                                                 |
| 06                                                 | Ukraine                                            | 12                                                 | 11                                                 | 13                                                 | 36                                                 |
| 07                                                 | Nordkorea                                          | 12                                                 | 5                                                  | 6                                                  | 23                                                 |
| 08                                                 | Italien                                            | 9                                                  | 6                                                  | 17                                                 | 32                                                 |
| 09                                                 | Volksrepublik China                                | 9                                                  | 6                                                  | 2                                                  | 17                                                 |
| 10                                                 | Iran                                               | 8                                                  | 4                                                  | 11                                                 | 23                                                 |
| Vollständiger Medaillenspiegel                     |                                                    |                                                    |                                                    |                                                    |                                                    |

Die Sommer-Universiade 2017, offiziell XXIX. Sommer-Universiade, fand vom 19. bis 30. August in der taiwanischen Hauptstadt Taipeh statt.

## Proteste bei der Eröffnungsfeier und Boykott
Die Eröffnungsfeier drohte zu scheitern, denn nach etwa der zehnten Nation kamen keine Sportler mehr ins Stadion, und fast eine Stunde lang wurden ohne weitere Erklärung nur noch Flaggen herein getragen. Der Grund waren Proteste vor dem Stadion gegen eine Reform der Beamtenpensionen in Taiwan. Schließlich strömten die Athleten unter großem Jubel in geballter Form wieder ins Stadion.
Ein Team fehlte, da die Volksrepublik China im Vorfeld angedeutet hatte, dass sie die Eröffnungsfeier boykottieren werde, da man ihren Athleten nicht zumuten könne mit anzusehen, wie Taiwans Präsidentin ganz offiziell im Stadion vorgestellt und beklatscht als auch auf den Tribünen die Taiwanesische Nationalflagge geschwenkt wird. Bei den Olympischen Spielen in London war sogar nach einer Beschwerde der VR-Chinesen und auf Drängen des britischen Außenministeriums Taiwans Flagge aus dem Stadtbild entfernt worden, denn die Regierung in Peking beharrt auf ihren Machtansprüchen und setzt alles daran, dass Taiwan international nicht als vollwertiger Staat wahrgenommen wird. Dass bei der Universiade die Zuschauer in den Stadien die rot-blaue Nationalflagge schwenken, ist nicht selbstverständlich. Bei anderen internationalen Sportereignissen in Taiwan verbieten die Veranstalter das gelegentlich in vorauseilendem Gehorsam, denn auf internationaler Bühne dürfen Taiwans Sportler nicht als „Taiwan“ und auch nicht unter dem offiziellen Staatsnamen „Republik China“ antreten, sondern nur unter der Bezeichnung „Chinese Taipei“.

Flagge unter der die Taiwanesen antreten müssen

## Wettkampfstätten
Die meisten Anlagen sind fünf verschiedenen Gebieten innerhalb von Taipeh zugeordnet. Darüber hinaus gibt es einige Anlagen außerhalb Taipehs.
Die Eröffnungsfeier fand im ausverkauften Taipei Municipal Stadium statt, wo auch die Abschlussfeier geplant ist.
Taipeh
- Taipei Municipal Stadium für Eröffnungs- und Abschlussfeier und Leichtathletik
- Taipei Gymnasium für Badminton
- Taipei Arena für Basketball
- Taipei Heping Basketball Gymnasium für Basketball
- Taipei Nangang Exhibition Center für Fechten, Gerätturnen und Rhythmische Sportgymnastik
- Taipei Tienmu Baseball Stadium für Baseball
- University of Taipei (Tianmu) Gymnasium für Basketball
- University of Taipei (Tianmu) Shih-hsin Hall B1 Diving Pool für Wasserspringen
- National Taiwan University Sports Center für Volleyball
- National Taiwan Normal University Main Campus Gymnasium für Volleyball
- Chinese Culture University Gymnasium für Volleyball
- EXPO Dome, Taipei EXPO Park für Billard
- Taipei Songshan Sports Center Swimming Pool für Wasserball
- Taipei Tennis Center für Tennis

Außerhalb Taipehs
- Neu-Taipeh, Fu Jen Catholic University Stadium für Fußball
- Neu-Taipeh, New Taipei City Breeze Canal für Schwimmen
- Neu-Taipeh, Xinzhuang Baseball Stadium für Baseball
- Neu-Taipeh, Xinzhuang Stadium für Fußball
- Hsinchu, National Tsing Hua University Gymnasium für Volleyball
- Hsinchu, Hsinchu Municipal Gymnasium für Basketball
- Taoyuan, Chang Gung University Stadium für Fußball
- Taoyuan, National Taiwan Sport University Stadium für Bogenschießen
- Taoyuan, Sunrise Golf & Country Club für Golf
- Taoyuan, Army Academy R.O.C Gymnasium für Volleyball
- Taoyuan, National Taiwan Sport University Arena für Schwimmen und Wasserball
- Zhubei, Hsinchu County Gymnasium Judo und Wushu
- Zhubei, Hsinchu County Second Stadium für Fußball
- Zhubei, Hsinchu County Natatorium für Wasserball

## Teilnehmer
Mit rund 13.000 Teilnehmern aus 141 Nationen ist die Veranstaltung die weltweit größte Multisportveranstaltung nach den Olympischen Spielen.
Der Allgemeine Deutsche Hochschulsportverband (adh) nominierte 127 studentische Spitzensportlerinnen und -sportler, die in 14 Sportarten an den Start gehen (u. a. 26 Leichtathleten – darunter zwei Titelverteidiger).
- Afghanistan
- Albanien
- Algerien
- Äquatorialguinea
- Argentinien
- Armenien
- Aserbaidschan
- Äthiopien
- Australien
- Bahamas
- Belgien
- Benin
- Bermuda
- Bhutan
- Bolivien
- Bosnien und Herzegowina
- Botswana
- Brasilien
- Bulgarien
- Burkina Faso
- Burundi
- Chile
- China, Volksrepublik
- Costa Rica
- Dänemark
- Deutschland
- Dominikanische Republik
- Ecuador
- Elfenbeinküste
- El Salvador
- Estland
- Finnland
- Frankreich
- Gambia
- Ghana
- Griechenland
- Großbritannien
- Guatemala
- Guyana
- Haiti
- Honduras
- Hongkong
- Indien
- Indonesien
- Irak
- Iran
- Irland
- Israel
- Italien
- Jamaika
- Japan
- Jemen
- Jordanien
- Kamerun
- Kanada
- Kasachstan
- Kenia
- Kirgisistan
- Kolumbien
- Kongo, Demokratische Republik
- Korea, Demokratische Volksrepublik
- Korea, Republik
- Kroatien
- Kuba
- Lesotho
- Lettland
- Libanon
- Liechtenstein
- Litauen
- Luxemburg
- Macau
- Madagaskar
- Malaysia
- Mali
- Malta
- Nordmazedonien
- Mexiko
- Föderierte Staaten von Mikronesien
- Moldau
- Mongolei
- Montenegro
- Mosambik
- Namibia
- Nepal
- Neuseeland
- Nicaragua
- Niederlande
- Niederländische Antillen
- Niger
- Nigeria
- Norwegen
- Oman
- Österreich
- Pakistan
- Palästina
- Paraguay
- Peru
- Philippinen
- Polen
- Portugal
- Ruanda
- Rumänien
- Russland
- Sambia
- San Marino
- Saudi-Arabien
- Schweden
- Schweiz
- Senegal
- Serbien
- Sierra Leone
- Simbabwe
- Singapur
- Slowakei
- Slowenien
- Spanien
- Sri Lanka
- Südafrika
- Suriname
- Swasiland
- Syrien
- Tadschikistan
- Taiwan (Chinese Taipei)
- Tansania
- Thailand
- Trinidad und Tobago
- Tschechien
- Türkei
- Turkmenistan
- Uganda
- Ukraine
- Ungarn
- Uruguay
- Usbekistan
- Venezuela
- Vereinigte Arabische Emirate
- Vereinigte Staaten
- Vietnam
- Belarus
- Zentralafrikanische Republik
- Zypern

## Sportarten
Legende zum nachfolgend dargestellten Wettkampfprogramm:
|  | Eröffnungs- und Abschlusszeremonie |  | Qualifikationswettkämpfe | ? | Finalentscheidungen |

Letzte Spalte: Gesamtanzahl der Entscheidungen in den einzelnen Sportarten
| Zeitplan der Universiade 2017 (mit Anzahl der Entscheidungen) | Zeitplan der Universiade 2017 (mit Anzahl der Entscheidungen) | Zeitplan der Universiade 2017 (mit Anzahl der Entscheidungen) | Zeitplan der Universiade 2017 (mit Anzahl der Entscheidungen) | Zeitplan der Universiade 2017 (mit Anzahl der Entscheidungen) | Zeitplan der Universiade 2017 (mit Anzahl der Entscheidungen) | Zeitplan der Universiade 2017 (mit Anzahl der Entscheidungen) | Zeitplan der Universiade 2017 (mit Anzahl der Entscheidungen) | Zeitplan der Universiade 2017 (mit Anzahl der Entscheidungen) | Zeitplan der Universiade 2017 (mit Anzahl der Entscheidungen) | Zeitplan der Universiade 2017 (mit Anzahl der Entscheidungen) | Zeitplan der Universiade 2017 (mit Anzahl der Entscheidungen) | Zeitplan der Universiade 2017 (mit Anzahl der Entscheidungen) | Zeitplan der Universiade 2017 (mit Anzahl der Entscheidungen) | Zeitplan der Universiade 2017 (mit Anzahl der Entscheidungen) |
|                                                               | Fr                                                            | Sa                                                            | So                                                            | Mo                                                            | Di                                                            | Mi                                                            | Do                                                            | Fr                                                            | Sa                                                            | So                                                            | Mo                                                            | Di                                                            | Mi                                                            | Gesamt                                                        |
| August                                                        | 18.                                                           | 19.                                                           | 20.                                                           | 21.                                                           | 22.                                                           | 23.                                                           | 24.                                                           | 25.                                                           | 26.                                                           | 27.                                                           | 28.                                                           | 29.                                                           | 30.                                                           |                                                               |
| ------------------------------------------------------------- | ------------------------------------------------------------- | ------------------------------------------------------------- | ------------------------------------------------------------- | ------------------------------------------------------------- | ------------------------------------------------------------- | ------------------------------------------------------------- | ------------------------------------------------------------- | ------------------------------------------------------------- | ------------------------------------------------------------- | ------------------------------------------------------------- | ------------------------------------------------------------- | ------------------------------------------------------------- | ------------------------------------------------------------- | ------------------------------------------------------------- |
| Eröffnung                                                     |                                                               |                                                               |                                                               |                                                               |                                                               |                                                               |                                                               |                                                               |                                                               |                                                               |                                                               |                                                               |                                                               |                                                               |
| Badminton                                                     |                                                               |                                                               |                                                               |                                                               |                                                               |                                                               |                                                               | 1                                                             |                                                               |                                                               |                                                               | 5                                                             |                                                               | 6                                                             |
| Baseball                                                      |                                                               |                                                               |                                                               |                                                               |                                                               |                                                               |                                                               |                                                               |                                                               |                                                               |                                                               | 1                                                             |                                                               | 1                                                             |
| Basketball                                                    |                                                               |                                                               |                                                               |                                                               |                                                               |                                                               |                                                               |                                                               |                                                               |                                                               | 1                                                             | 1                                                             |                                                               | 2                                                             |
| Billard                                                       |                                                               |                                                               |                                                               |                                                               |                                                               |                                                               |                                                               |                                                               |                                                               | 2                                                             |                                                               | 2                                                             |                                                               | 4                                                             |
| Bogenschießen                                                 |                                                               |                                                               |                                                               |                                                               |                                                               | 5                                                             | 5                                                             |                                                               |                                                               |                                                               |                                                               |                                                               |                                                               | 10                                                            |
| Fechten                                                       |                                                               |                                                               | 2                                                             | 2                                                             | 2                                                             | 2                                                             | 2                                                             | 2                                                             |                                                               |                                                               |                                                               |                                                               |                                                               | 12                                                            |
| Fußball                                                       |                                                               |                                                               |                                                               |                                                               |                                                               |                                                               |                                                               |                                                               |                                                               |                                                               | 1                                                             | 1                                                             |                                                               | 2                                                             |
| Gewichtheben                                                  |                                                               |                                                               | 3                                                             | 3                                                             | 2                                                             | 2                                                             | 3                                                             | 3                                                             |                                                               |                                                               |                                                               |                                                               |                                                               | 16                                                            |
| Golf                                                          |                                                               |                                                               |                                                               |                                                               |                                                               |                                                               |                                                               |                                                               |                                                               | 4                                                             |                                                               |                                                               |                                                               | 4                                                             |
| Judo                                                          |                                                               |                                                               | 4                                                             | 4                                                             | 4                                                             | 4                                                             | 2                                                             |                                                               |                                                               |                                                               |                                                               |                                                               |                                                               | 18                                                            |
| Leichtathletik                                                |                                                               |                                                               |                                                               |                                                               |                                                               | 2                                                             | 6                                                             | 9                                                             | 12                                                            | 11                                                            | 10                                                            |                                                               |                                                               | 50                                                            |
| Rhythmische Sportgymnastik                                    |                                                               |                                                               |                                                               |                                                               |                                                               |                                                               |                                                               |                                                               |                                                               |                                                               |                                                               | 6                                                             |                                                               | 6                                                             |
| Rollsport                                                     |                                                               |                                                               |                                                               | 4                                                             | 4                                                             | 4                                                             |                                                               | 2                                                             | 2                                                             |                                                               |                                                               |                                                               |                                                               | 16                                                            |
| Schwimmen                                                     |                                                               |                                                               | 4                                                             | 5                                                             | 5                                                             | 7                                                             | 4                                                             | 7                                                             | 8                                                             | 2                                                             |                                                               |                                                               |                                                               | 42                                                            |
| Taekwondo                                                     |                                                               |                                                               | 2                                                             | 3                                                             | 4                                                             | 4                                                             | 4                                                             | 4                                                             | 2                                                             |                                                               |                                                               |                                                               |                                                               | 23                                                            |
| Tennis                                                        |                                                               |                                                               |                                                               |                                                               |                                                               |                                                               |                                                               |                                                               |                                                               |                                                               | 2                                                             | 5                                                             |                                                               | 7                                                             |
| Tischtennis                                                   |                                                               |                                                               |                                                               |                                                               |                                                               |                                                               |                                                               |                                                               | 2                                                             | 1                                                             | 2                                                             | 2                                                             |                                                               | 7                                                             |
| Turnen                                                        |                                                               |                                                               | 1                                                             | 1                                                             | 2                                                             | 10                                                            |                                                               |                                                               |                                                               |                                                               | 2                                                             |                                                               |                                                               | 16                                                            |
| Volleyball                                                    |                                                               |                                                               |                                                               |                                                               |                                                               |                                                               |                                                               |                                                               |                                                               |                                                               | 1                                                             | 1                                                             |                                                               | 2                                                             |
| Wasserball                                                    |                                                               |                                                               |                                                               |                                                               |                                                               |                                                               |                                                               |                                                               |                                                               |                                                               |                                                               | 1                                                             | 1                                                             | 2                                                             |
| Wasserspringen                                                |                                                               |                                                               | 2                                                             | 2                                                             | 1                                                             | 1                                                             | 3                                                             | 1                                                             | 1                                                             | 2                                                             |                                                               |                                                               |                                                               | 13                                                            |
| Wushu                                                         |                                                               |                                                               |                                                               |                                                               |                                                               |                                                               |                                                               |                                                               |                                                               | 2                                                             | 2                                                             | 12                                                            |                                                               | 16                                                            |
| Abschluss                                                     |                                                               |                                                               |                                                               |                                                               |                                                               |                                                               |                                                               |                                                               |                                                               |                                                               |                                                               |                                                               |                                                               |                                                               |
| Medaillenentscheidungen                                       | 0                                                             | 0                                                             | 18                                                            | 24                                                            | 24                                                            | 41                                                            | 29                                                            | 29                                                            | 27                                                            | 24                                                            | 21                                                            | 37                                                            | 1                                                             | 275                                                           |
| August                                                        | 18.                                                           | 19.                                                           | 20.                                                           | 21.                                                           | 22.                                                           | 23.                                                           | 24.                                                           | 25.                                                           | 26.                                                           | 27.                                                           | 28.                                                           | 29.                                                           | 30.                                                           |                                                               |
|                                                               | Fr                                                            | Sa                                                            | So                                                            | Mo                                                            | Di                                                            | Mi                                                            | Do                                                            | Fr                                                            | Sa                                                            | So                                                            | Mo                                                            | Di                                                            | Mi                                                            | Gesamt                                                        |